# أبولو 5
أبولو 5 أول رحلة غير مأهولة للوحدة القمرية لأبولو، التي من شأنها حمل رواد الفضاء إلى سطح القمر. وكان يوم 22 يناير 1968 هو تاريخ انطلاقها.

## الأهداف
مهمة أبولو 5 هي اختبار المركبة القمرية في بيئة حقيقية «الفضاء»، أي من خارج الغلاف الجوي، وتحت ضغط منخفض للغاية. بوجه خاص، روجعت قدرات محركات الصعود والهبوط، وكفاءتها في أداء مهام الفصل المناسبة. كان محرك النزول أول محرك دفع قابل للضبط ارسل إلى الفضاء.
وكان من أهدافها أيضا إجراء مناورة طوارئ «النار في حفرة» (بالإنجليزية: fire in the hole)‏، وتتمثل في تشغيل محركات الصعود في حين أن جزء النزول لا يزال متعلقا—هو ما سيحدث في حالة التخلي عن المهمة عند مرحلة الهبوط على القمر.

## التأخير
وكما حدث مع أبولو 4، تم تأجيل الرحلة، بسبب الوحدة القمر خصوصا. كان من المقرر إطلاق البعثة في أبريل 1967، ولكن مزيد من التأخير وقع، سببها أمور أخرى تتعلق بعيوب تقنية وأخرى في التصنيع أجلت الأمر لعدة أشهر. وصلت المركبة القمرية أخيرا في 23 يونيو 1967. وبعد ما يقرب من أربعة أشهر من الاختبارات والتصليح، ركبت على صاروخ الإطلاق في 19 نوفمبر.
في 17 ديسمبر 1967، كشف اختبار للوحدة القمرية عن وجود خطأ: نافذة الوحدة القمرية 5 كسرت عند تعرضها لضغط يصل إلى 39 كيلو باسكال. النوافذ الداخلية والخارجية وزجاج الاكريليك التي تغطيها تحطمت عند وصول الضغط إلى 35 كيلو باسكال. وفي يوم 28 ديسمبر عام 1967، تقرر أنه سيحل محل زجاج نوافذ الوحدة القمرية - 1 لوحات من الألومنيوم، كإجراء احترازي لما لوحظ على الوحدة القمرية - 5.

## الرحلة

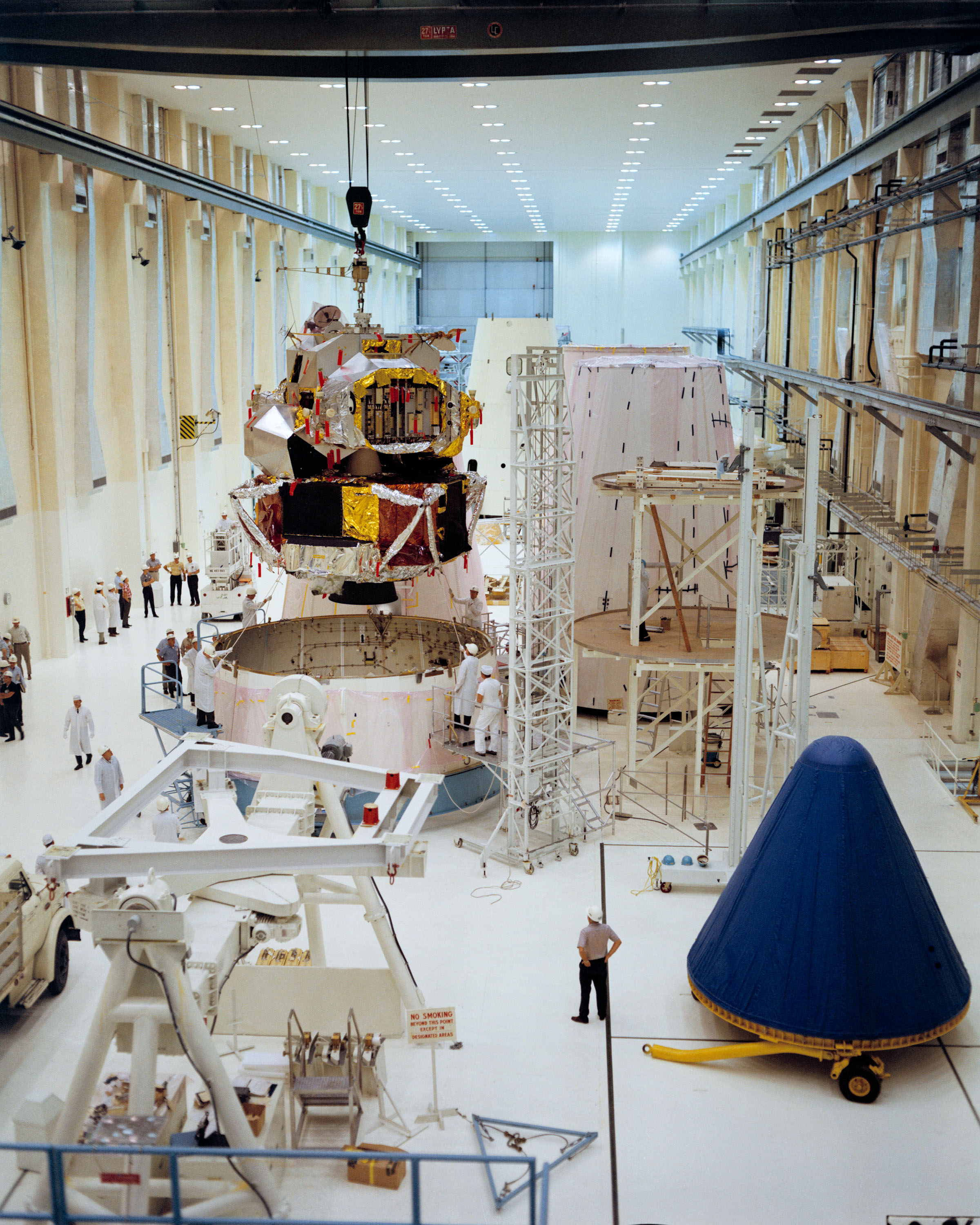
اختبار المركبة القمرية 1

صاروخ ساتورن آي.بي هو وسيلة ايصال أبولو 5 للفضاء، وهو أصغر من صاروخ ساتورن 5 ولكنه قادر على ايصال أبولو لمدارها حول الأرض. صاروخ ساتورن آي.بي أي.اس-204 المستعمل في أبولو 5 كان مخصصا في الأصل لأبولو 1. لم يتلف عند إطلاق في 34 وأعيد تجميعه في مجمع الإطلاق لأبولو 5.
نوافذ المركبة القمرية - 1 استبدلت، قبل الرحلة، بألواح من الألمنيوم الصلب. واختصارا للوقت من أجل تسليم المركبة القمرية، فقد تقرر أن يتم ذلك بدون ساقي المركبة بما أنها لاتحمل طاقما ولا حتى تهبط على يابسة. واستغني عن نظام النجدة. فكانت النتيجة تراجع طول الصاروخ عند تجميعه إلى حوالي 55 مترا.
في 22 يناير عام 1968، بعد ثمانية أشهر من الموعد المقرر لإطلاق أبولو 5، انطلق أخيرا قبل الغروب بقليل. اشتغل الصاروخ ساتورن أي.بي على أكمل وجه، واضعا المرحلة الثانية والمركبة القمرية على مدار إهليجي 163 × 222 كم. المركبة القمرية تنفصل بعد ذلك بـ 45 دقيقة، وبعد مدارين، بدأ المخطط الثاني باشعال لمدة 39 ثانية لمحرك النزول. مددها حاسوب المركبة بأربع ثوان لنقص في السرعة التي يولدها محرك الدفع. يرجع هذا إلى خلل في البرمجيات، خزانات الوقود كانت جزئية تحت الضغط، واستغرق الأمر وقتا أطول من أربع ثواني المبرمجة للوصول إلى تسريع الكامل.
قام المراقبون على الأرض بوقف تحكم حاسوب التوجيه، ثم بدأت عملية الفحص الآلي. تم تفعيل محرك الهبوط مجددا مرتين، ثم عملية النار في حفرة، ثم المحرك الصعود.
بعد أربعة مدارات، انتهت المهمة وترك طابقين من الصاروخ ليسقطا في المحيط الهادي على بعد بضع مئات من الكيلومترات عن غوام، وكان ذلك في 12 فبراير. طابق الصعود من المركبة القمرية (1968 - 007A) سقط 24 يناير 1968، أما طابق الهبوط (1968 - 007B) في يوم 12 فبراير 1968.

### مقالات ذات صلة
- برنامج أبولو
- أبولو 4
- أبولو 6

### وصلات خارجية
- (بالإنجليزية) ناسا : « Apollo 5 »
- (بالإنجليزية) ناسا : Moonport: A History of Apollo Launch Facilities and Operations
- (بالإنجليزية) ناسا : Chariots for Apollo: A History of Manned Lunar Spacecraft
- (بالإنجليزية) U.S. Space Objects Registry